# Kim Dae-gun
Kim Dae-gun (hangul= 김대건) es un actor y director surcoreano.

## Carrera
El 7 de agosto de 2019 apareció como parte del elenco secundario de la película The Battle: Roar to Victory donde interpretó a un soldado novado del cuerpo de defensa de Namyang.
En febrero de 2020 se unió al elenco recurrente de la serie I'll Go To You When The Weather Is Nice (también conocida como "When the Weather Is Fine") donde dio vida al joven Kim Yeong-soo, un estudiante que ama leer y por el cual Im Hwi (Kim Hwan-hee) está enamorada.

## Filmografía

### Series de televisión
| Año  | Título                                                     | Personaje     | Notas        |
| ---- | ---------------------------------------------------------- | ------------- | ------------ |
| 2021 | Drama Stage - "Lucky"                                      | -             | [ 2 ]        |
| 2020 | Drama Special Season 11 - "To My Perpetrator" (My Teacher) | Song Jin-woo  | 1 episodio   |
| 2020 | Miss Lee Knows                                             | Kim Min-seok  |              |
| 2020 | I'll Go To You When The Weather Is Nice                    | Kim Yeong-soo | 12 episodios |
| 2019 | Watcher                                                    | Det. Chan-hee |              |
| 2018 | Where Stars Land                                           | Kim Geon-yoo  | ep. #2       |
| 2015 | Delicious Love                                             | Hwang-su      |              |

### Películas
| Año  | Título                      | Personaje          | Notas                                                                        |
| ---- | --------------------------- | ------------------ | ---------------------------------------------------------------------------- |
| 2020 | Salvation                   | -                  |                                                                              |
| 2019 | Clean Up                    | Min-gu             | junto a Yoon Ji-hye, Kim Su-hyeon, Kwak Ja-hyung, Yoo Jung-ho y Kim Ga-young |
| 2019 | The Battle: Roar to Victory | Soldado de Namyang |                                                                              |
| 2016 | The Hunt                    | -                  |                                                                              |

### Director
| Año  | Título    | Notas      |
| ---- | --------- | ---------- |
| 2020 | Salvation | (película) |

## Premios y nominaciones
| Año  | Categoría      | Premio               | Trabajo  | Resultado |
| ---- | -------------- | -------------------- | -------- | --------- |
| 2020 | Best New Actor | 29th Buil Film Award | Clean Up | Ganó      |